# István Nyers
István Nyers, detto anche Stefano o Etienne ( ˈiʃtvaːn ɲerʃ; Freyming-Merlebach, 25 maggio (o 25 marzo) 1924 – Subotica, 9 marzo 2005), è stato un calciatore ungherese, di ruolo attaccante.

## Biografia
Fratello maggiore di Ferenc, anch'egli calciatore, nacque in Alsazia dove il padre minatore (originario del distretto ungherese di Ózd) si era trasferito: nel 1946 venne privato della cittadinanza magiara per aver disertato il rientro a Budapest dopo un incontro con la selezione locale, salendo invece su un treno diretto a Praga.
Unitosi in matrimonio nel 1944 con Anna Zvekanović, sorella del compagno di squadra Ivan, dopo il decesso di quest'ultima sposò la sua ex collaboratrice domestica Giulia: ridotto in condizioni di povertà e colto da un ictus nel gennaio 2005, morì a Subotica il 9 marzo seguente.
La sua fama nelle cronache dell'epoca fu peraltro determinata dalla passione per il lusso e il gioco d'azzardo.

## Caratteristiche tecniche
Ala sinistra capace di battere a rete coniugando potenza e precisione, eccelleva con entrambi i piedi: affinato il proprio fisico cimentandosi in allenamenti di pugilato, copriva i 100 metri con tempi inferiori a 11". Degne di nota anche rimesse laterali da lui effettuate con gittate di 40 metri, utili a cogliere di sorpresa le difese avversarie. È inoltre il miglior rigorista dell'Inter in Serie A, con 29 realizzazioni dal dischetto.
Era solito indossare cavigliere bianche fuori dai calzettoni, abitudine che lo rendeva facilmente riconoscibile sul terreno di gioco.

## Carriera

### Gli esordi e l'approdo in Italia
Messosi in luce con Újpest e Viktoria Žižkov nei campionati magiaro e boemo, fu notato da Helenio Herrera durante un'amichevole della primavera 1946 (seconda e ultima apparizione in maglia ungherese) nella quale segnò all'Austria calciando da fuori area: passato agli ordini del Mago militando nel transalpino Stade Français, nell'estate 1948 venne tesserato dall'Inter su segnalazione del direttore tecnico Giulio Cappelli dopo il fallimento di una trattativa con Valentino Mazzola.

### Inter

#### 1948-1952: i primi anni
Autore di una tripletta alla Sampdoria nel giorno del suo debutto, l'attaccante denunciò un notevole impatto realizzativo che gli valse peraltro il titolo di cannoniere della stagione 1948-49: l'Inter terminò il campionato in seconda posizione a 5 punti dal Torino, col giocatore vistosi annullare un gol per fuorigioco nello scontro diretto coi granata del 30 aprile 1949.
Andato a segno in entrambi i derby stagionali, firmò inoltre una doppietta nel rocambolesco 6-5 che il 6 novembre 1949 archiviò in favore della Beneamata l'evento-simbolo del capoluogo lombardo. Da menzionare anche il curioso episodio che lo riguardò durante la trasferta di Firenze del 26 novembre 1950, in cui ricevette insulti e sberle dal compagno di squadra Benito Lorenzi per un'occasione da rete sciupata a porta sguarnita: convinto dalla dirigenza a rimanere in campo malgrado l'intenzione di abbandonare il gioco, si riscattò marcando con un colpo di testa il punto della vittoria.
Dopo le 30 reti realizzate nella stagione precedente, nella stagione 1950-1951 Nyers realizzò 31 reti che sommate alle 23 realizzate da Faas Wilkes ne fanno la coppia più prolifica nella storia dell'Inter in una singola stagione di Serie A dall'introduzione del girone unico (54 reti), e che se sommate alle 21 di Benito Lorenzi nella medesima stagione ne fanno il trio più prolifico di sempre nella storia della Serie A in una singola stagione (75 reti).

#### 1952-1954: gli scudetti con Foni
Per apportare senso tattico ad un collettivo ricco di elementi estrosi ma lacunoso sotto il profilo dell'equilibrio, nell'estate 1952 il presidente Carlo Masseroni affidò all'ex terzino Alfredo Foni le redini della squadra: uno schieramento imperniato sui dettami del catenaccio non inficiò le doti offensive della compagine, di cui Nyers figurò quale miglior marcatore con 15 segnature all'attivo. Frattanto soprannominato Grand Etienne dalla tifoseria, il 3 maggio 1953 assurse a protagonista della sfida-scudetto contro il Palermo: fautore del vantaggio interista e quindi del conseguente raddoppio, servì infine a Skoglund un assist per il definitivo 3-0.
L'insorgere di attriti con Masseroni per una richiesta di aumento salariale non accolta dalla società ne determinò un temporaneo accantonamento dalla rosa, provvedimento revocato da Foni a stagione in corso: la punta celebrò il ritorno in campo nella stracittadina datata 1º novembre 1953, decidendo con una tripletta la sfida coi rossoneri. Il 30 maggio 1954 appose nuovamente un sigillo sul tricolore, refertando una duplice marcatura nel 4-2 conseguito sul campo di Trieste.
Le 133 reti segnate con l'Inter (11 delle quali nei confronti cittadini) lo pongono al terzo posto nella graduatoria dei marcatori in Serie A, preceduto in tal senso da Giuseppe Meazza e Lorenzi ma primo tra i calciatori stranieri. Il 20 ottobre 2024 Lautaro Martinez eguaglia il suo record di gol segnati complessivamente in tutte le competizioni con la maglia del'Inter: con 291 partite giocate dall'argentino, contro le 182 giocate da Nyers.

### Ultime esperienze
Trasferitosi alla Roma per il campionato 1954-55, inaugurò l'esperienza capitolina col decisivo rigore in quel di Novara nella gara disputata il 19 settembre 1954.
Giocò in seguito nel catalano Terrassa, fornendo poi un contributo alla storica promozione del Lecco in Serie A nella primavera 1960: il passaggio al Valdagno fece calare il sipario sulla sua attività agonistica.

## Statistiche

### Presenze e reti nei club
| Stagione              | Squadra               | Campionato            | Campionato | Campionato | Coppe nazionali | Coppe nazionali | Coppe nazionali | Coppe continentali | Coppe continentali | Coppe continentali | Altre coppe | Altre coppe | Altre coppe | Totale | Totale |
| Stagione              | Squadra               | Comp                  | Pres       | Reti       | Comp            | Pres            | Reti            | Comp               | Pres               | Reti               | Comp        | Pres        | Reti        | Pres   | Reti   |
| --------------------- | --------------------- | --------------------- | ---------- | ---------- | --------------- | --------------- | --------------- | ------------------ | ------------------ | ------------------ | ----------- | ----------- | ----------- | ------ | ------ |
| 1944                  | Zuglói GANZ           | NBI                   | 10         | 3          | -               | -               | -               | -                  | -                  | -                  | -           | -           | -           | 10     | 3      |
| 1945                  | Kispest FC            | NBI                   | 3          | 0          | -               | -               | -               | -                  | -                  | -                  | -           | -           | -           | 3      | 0      |
| 1945-1946             | Újpest FC             | NBI                   | 22         | 20         | -               | -               | -               | -                  | -                  | -                  | -           | -           | -           | 22     | 20     |
| 1946                  | Viktoria Žižkov       | SL                    | 3          | 1          | -               | -               | -               | -                  | -                  | -                  | -           | -           | -           | 3      | 1      |
| 1946-1947             | Stade Français        | D1                    | 35         | 21         | CF              | ?               | ?               | -                  | -                  | -                  | -           | -           | -           | 35     | 21     |
| 1947-1948             | Stade Français        | D1                    | 27         | 13         | CF              | ?               | ?               | -                  | -                  | -                  | -           | -           | -           | 27     | 13     |
| Totale Stade Français | Totale Stade Français | Totale Stade Français | 62         | 34         |                 | ?               | ?               |                    | -                  | -                  |             | -           | -           | 62     | 34     |
| 1948-1949             | Inter                 | A                     | 36         | 26         | -               | -               | -               | -                  | -                  | -                  | -           | -           | -           | 36     | 26     |
| 1949-1950             | Inter                 | A                     | 36         | 30         | -               | -               | -               | -                  | -                  | -                  | -           | -           | -           | 36     | 30     |
| 1950-1951             | Inter                 | A                     | 36         | 31         | -               | -               | -               | -                  | -                  | -                  | -           | -           | -           | 36     | 31     |
| 1951-1952             | Inter                 | A                     | 29         | 23         | -               | -               | -               | -                  | -                  | -                  | -           | -           | -           | 29     | 23     |
| 1952-1953             | Inter                 | A                     | 31         | 15         | -               | -               | -               | -                  | -                  | -                  | -           | -           | -           | 31     | 15     |
| 1953-1954             | Inter                 | A                     | 14         | 8          | -               | -               | -               | -                  | -                  | -                  | -           | -           | -           | 14     | 8      |
| Totale Inter          | Totale Inter          | Totale Inter          | 182        | 133        |                 | -               | -               |                    | -                  | -                  |             | -           | -           | 182    | 133    |
| 1954                  | Servette              | A                     | 0          | 0          | -               | -               | -               | -                  | -                  | -                  | -           | -           | -           | 0      | 0      |
| 1954-1955             | Roma                  | A                     | 25         | 11         | -               | -               | -               | -                  | -                  | -                  | CM          | 2           | 1           | 27     | 12     |
| 1955-1956             | Roma                  | A                     | 29         | 9          | -               | -               | -               | -                  | -                  | -                  | PCM         | 5           | 1           | 34     | 10     |
| Totale Roma           | Totale Roma           | Totale Roma           | 54         | 20         |                 | -               | -               |                    | -                  | -                  |             | 7           | 2           | 61     | 22     |
| 1956-1957             | Barcellona            | PD                    | 0          | 0          | -               | -               | -               | -                  | -                  | -                  | -           | -           | -           | 0      | 0      |
| 1957                  | Terrassa              | SD                    | 11         | 5          | -               | -               | -               | -                  | -                  | -                  | -           | -           | -           | 11     | 5      |
| 1958                  | Sabadell              | SD                    | ?          | ?          | -               | -               | -               | -                  | -                  | -                  | -           | -           | -           | ?      | ?      |
| 1958-1959             | Lecco                 | B                     | 9          | 3          | -               | -               | -               | -                  | -                  | -                  | -           | -           | -           | 9      | 3      |
| 1959-1960             | Lecco                 | B                     | 27         | 8          | CI              | 1               | 0               | -                  | -                  | -                  | -           | -           | -           | 28     | 8      |
| Totale Lecco          | Totale Lecco          | Totale Lecco          | 36         | 11         |                 | 1               | 0               | -                  | -                  | -                  | -           | -           | -           | 37     | 11     |
| 1960-1961             | Marzotto Valdagno     | B                     | 11         | 2          | -               | -               | -               | -                  | -                  | -                  | -           | -           | -           | 11     | 2      |
| Totale                | Totale                | Totale                | 394        | 229        |                 | 1+              | 0+              |                    | -                  | -                  |             | 7           | 2           | 402    | 231    |

### Cronologia presenze e reti in nazionale
| Cronologia completa delle presenze e delle reti in nazionale ― Ungheria | Cronologia completa delle presenze e delle reti in nazionale ― Ungheria | Cronologia completa delle presenze e delle reti in nazionale ― Ungheria | Cronologia completa delle presenze e delle reti in nazionale ― Ungheria | Cronologia completa delle presenze e delle reti in nazionale ― Ungheria | Cronologia completa delle presenze e delle reti in nazionale ― Ungheria | Cronologia completa delle presenze e delle reti in nazionale ― Ungheria | Cronologia completa delle presenze e delle reti in nazionale ― Ungheria |
| Data                                                                    | Città                                                                   | In casa                                                                 | Risultato                                                               | Ospiti                                                                  | Competizione                                                            | Reti                                                                    | Note                                                                    |
| ----------------------------------------------------------------------- | ----------------------------------------------------------------------- | ----------------------------------------------------------------------- | ----------------------------------------------------------------------- | ----------------------------------------------------------------------- | ----------------------------------------------------------------------- | ----------------------------------------------------------------------- | ----------------------------------------------------------------------- |
| 30-9-1945                                                               | Budapest                                                                | Ungheria                                                                | 7 – 2                                                                   | Romania                                                                 | Amichevole                                                              | 1                                                                       |                                                                         |
| 14-4-1946                                                               | Vienna                                                                  | Austria                                                                 | 3 – 2                                                                   | Ungheria                                                                | Amichevole                                                              | 1                                                                       |                                                                         |
| Totale                                                                  |                                                                         | Presenze                                                                | 2                                                                       |                                                                         | Reti                                                                    | 2                                                                       |                                                                         |

## Palmarès

### Club
- Campionato ungherese: 2

Ujpest: 1945, 1945-1946
- Campionato italiano: 2

Inter: 1952-1953, 1953-1954
- Coppa di Spagna: 1

Barcellona: 1957

### Individuale
- Capocannoniere della Serie A: 1

1948-1949 (26 gol)